# Cerkev sv. Križa, Banska Bistrica
Cerkev svetega križa, imenovana tudi Slovaška cerkev, je prvotno poznogotska cerkev v središču mesta Banska Bistrica. Cerkev je slovaški kulturni spomenik z oznako 601-2321/9 z dne 18. maj 1955.

## Opis

### Orientacija in navezava na severno fasado
Objekt je sestavljen iz dveh delov: cerkev sv. Križ in Pisarjev bastijon. Tako cerkev kot Pisarjev bastijon sta bila del grajskega območja, tj. mestnega gradu, ki je stal nad srednjeveškim trgom. Obe stavbi sta v njenem severovzhodnem delu. Tloris cerkve je podoben nepravilnemu rombu skupaj s prizidano zakristijo in razširjenim prezbiterijem na vzhodni strani. Kljub nepravilni obliki ima značilnosti sakralne stavbe z delno poligonalnim zaključkom. Raziskave kažejo, da je bila stavba pritrjena na severno obzidje mestne utrdbe na strmem pobočju. Višinska razlika med severovzhodnim in jugozahodnim delom cerkve, ki je pomembno vplivala na razvoj cerkve, je bila verjetno skoraj 4 m. »Povezavo severne stranice cerkve z grajskim obzidjem severne utrdbe gradu je dala konstruktivna enostavnost neposredne povezave obeh objektov brez nepotrebnih vogalov.«
Še danes se zdi, da je objekt s severnega zunanjega dela del utrdbe. V spodnjem delu je zidava nekoliko zamaknjena v obliki nepravilnega cokla z različno zidavo. Vsebuje razmeroma veliko rečnih kamenov s premerom do 1 m, ki verjetno izvirajo iz reke Hron, v porečju katere je bilo zgrajeno mesto Banska Bistrica. Takšne kamnite zidave najdemo tudi na bastijonih utrdbe in tudi na delu utrdbe med Matejevo hišo (stavba, ki meji na cerkev sv. Križa s severozahodne strani in župnijskim bastijonom). Raziskave pa niso uspele interpretirati odboja cokla, ki poteka vzdolž celotnega vzhodnega dela zunanjega zidu, ki je tu nižji za 180 mm, nad njim pa so postavljeni peščenjaki, ki »dajejo vtis, kot da so prvotni, obdelani členi, namenoma zlomljeni". Na vrhu konstrukcije so vidne tudi tri enako razmaknjene strelnice. Eno izmed njih so stavbeniki vgradili v notranjost cerkve, kjer je vidna na njeni severni steni v zahodnem delu.

### Zahodna fasada
V zgornjem delu so vidni štiri zazidane strlnice v obliki prsobrana, z notranje strani katerega je ohranjen opečni prehod iz prve utrdbe, ki pa je bil že v prvi fazi preoblikovanja prezidana in je obrambno funkcijo prevzel dvignjen prostor nad njimi. Vzhodna fasada Matejeve hiše (s pogledom na cerkev, zahod) je pritrjena na Matejevo hišo, in vključuje tudi poznogotski, za Bansko Bistrico zelo pomemben, glavni vhodni portal, datiran z napisom na njem v leto 1457. Še starejša literatura meni, da je ta datacija napačna. Domnevajo, da je nastal, ko so portal obnovili z napačnim branjem prejšnjega napisa. Datacija je zaradi arhivskega gradiva, ki dokumentira nastanek utrdb med letoma 1450 in 1460, ocenjena kot nerealna, razširitev tega dela, ki vključuje tudi poznogotski portal, pa je datirana v drugo fazo razvoja cerkve. Po interpretaciji je portal tipa zavese. Njegova obloga ima bogat profil z različicami v diamantnem delu v spodnjem delu. Raziskave menijo, da je »eden najbolj okrašenih poznogotskih portalov v Banski Bistrici«.
Nad portalom je preprosta, funkcionalna okenska odprtina, ki je verjetno služila kot vrata, ki so povezovala takrat edino stavbo kapele s kraljevo (Matejevo) hišo. Med barokizacijo pročelja so jo preuredili v okno. Na načrtih iz 18. stoletja je še upodobljen kot z obzidjem označen prehod do cerkve. Ob njem je tudi tridelno gotsko okno z rozetami. Na fasadi je vidnih več nepravilnosti. Prva, najizrazitejša, je vertikalna členitev, ki dokumentira posamezne razvojne faze cerkve. Nadalje je tu nepravilnost venca pod okensko polico, ki se nadaljuje na južno fasado cerkve, ter horizontalna členitev v obliki cokla z gotsko profiliranim vencem. Med raziskavo so na pročelje postavili zgodnjebaročni nagrobnik in križ.

### Južna fasada
Južno pročelje s tremi baročnimi okni je členjeno z gotskimi oporniki, ki se zaključujejo z gotsko bazo. Venec v zgornjem delu tu nosi prvotni gotski križni obok, po katerem je ostal torzo obzidja. Vrata na vzhodnem delu južne fasade so še na načrtih leta 1935 označena kot vrata. Slikarski okras na tej fasadi prav tako izvira od J. Hanula. Eden od njih je rudarski motiv, saj je bilo rudarstvo pomembno za Bansko Bistrico in je pomembno prispevalo k njenemu razvoju, zlasti na prelomu iz 14. v 15. stoletje, ko je imelo mesto po zaslugi Turzovsko-Fuggerjeve družbe veliko premoženje, kar se je odražalo v vseh panogah. Poročajo, da je bil baker Banske Bistrice uporabljen za povezovalni material na ladjah Krištofa Kolumba. Zato se umetnost v to obdobje vrača tudi v kasnejših stoletjih. Severni in južni prostor sta razdeljena z vgrajenimi nosilnimi stebri. Prevzeli so nosilno funkcijo takratne južne stene starejše kapele. Ladja je banjasto obokana z lunetami. Prvotni stropi cerkve so bili obokani s banjastimi oboki, ki pa so jih za razliko od današnjega stanja podpirala poznogotska rebra. V severni ladji so ohranjeni odtisi prvotnega mrežastega oboka, v južni pa križnega oboka.

### Notranjost zakristije
Notranjost zakristije je v tlorisu nepravilna. Obokana je s stisnjenim banjastim obokom z dvema poljema slemenastega oboka z lunetami. Prvotna zasnova zakristije iz leta 1769, ki jo je predlagal Peter Grossmann (zidar Banske Bistrice), naj bi imela pravokotno obliko na severni strani, poševno zarezano v prezbiterij. Zasnova je zajemala dvodelni baročni vhodni portal in baročni obok. Razlog, zakaj ta predlog ni bil uresničen, ni znan. Na zahodni fasadi je opazna členitev fasade prvotne zunanjosti v obliki kordonskega venca in tudi stopničastega podstavka. Na severni strani notranjosti zakristije je bila kasneje porušena odprtina v prizidku. Pisarjev bastijon, ki je v zidani konstrukciji in v stropnem delu povezan s cerkvijo, je del grajskih utrdb že od nastanka kapele. Stene severne strani cerkve enakomerno prehajajo v bastijon in se v njej ponavljajo. Na zunanjosti so vidni zazidani utori. Iz dveh utorov na severni strani so bila izdelana okna s sekundarno obdelanim peščenjakom gotskega profila. V 16. stoletju so zidu v severovzhodnem delu dodali mestne utrdbe (razširitev in izgradnja zidov je bila posledica tatarskih vpadov, ki so jih rudarska mesta ustavila zaradi obrambnega sistema). Po utrditvi pa ostanki niso bili več ohranjeni. Del utrdbe je bil prehod, ki se je začel iz majhnega hodnika, ki ga je med raziskavo odkrila sonda, v podstrešnem delu Pisarjevega bastijona.

## Zgodovina cerkve
Sama Slovaška cerkev, po A. Filipu tudi Češka cerkev, je bila zgrajena ob severnih utrdbah mestnega gradu in je nastala s kompleksnim razvojem, in sicer s priraščanjem v jugozahodni smeri. Prvotno enoladijska kapela, prizidana k severni utrdbi, je imela pravokoten tloris in je imela na jugovzhodni strani poševni rob, ki je tvoril poligonalen zaključek stavbe. Trditev V. Mencla, da je cerkveno obzidje povezano z obzidjem utrdbe, je ovrgla raziskava s pomočjo šestih sond. Tudi razmišljanja o sedanji gradnji grajskega obzidja in kapele niso dovolj utemeljena. V. Mencl in tudi Ipolyi po dr. Kodoňová in dr. Vallaška je zmotil del vertikalne zidave v atičnem delu takratne zahodne fasade kapele, ki se je zdel starejši zid, povezan z utrdbo. Prvotne dimenzije kapele, širina 12 m, dolžina 19,5 m, se še dobro razberejo v podstrešnem delu cerkve. Tu lahko vidite tudi 4 nosilne stebre, ki kažejo na obokanje te kapele od začetka razvoja. Višina je predvidena kot današnja, saj je višina tlaka zgornjega dela kapele enaka današnji. Zgornji del kapele je bil del utrdbe, vendar je bil prostor nad kapelo precej višji kot danes. Raziskave predvidevajo, da je bil prostor zaprt in se je vanj vstopalo z zahodne strani skozi portale s kamnitimi kamrami, od katerih je ohranjen trup na vzhodni strani. Skupna višina objekta, upoštevajoč višino vrat in skupno tradicionalno konstrukcijsko višino objektov, je znašala približno 18 m, na to višino pa je bila naknadno nameščena rešetka. Položaja vhodnega portala ni mogoče določiti, ker je bila zahodna stena porušena. Verjetno pa je bil tu predvsem uporabljen portal iz zakristije, kjer je sedaj sekundarno nameščen. Prostor kapele so na jugovzhodni in jugozahodni strani verjetno osvetljevala tri gotska okna.
V drugi gradbeni fazi je bila kapela razširjena do Matijeve hiše in je bila z njo verjetno povezana z emporo, o čemer pričajo v podstrešnem delu vidne zazidane odprtine. Baročno okno zahodne fasade in gotski portal na improviziranem balkonu Matijeve hiše danes veljata za glavni vhod v emporo. To okno je bilo na načrtih iz leta 1780 označeno kot vrata. Že na prvi pogled je vidna majhna višinska razlika med obema portaloma, ki je nastala zaradi fiksne višine nadstropij prve stopnje in njihove statične funkcije. Prav tako so bile v času priklopa nespremenjene tudi etažne višine Matijeve hiše. Po povezavi s kraljevo hišo je bil novonastali prostor na novo obokan, kar je mogoče soditi po strukturi oboka, ki ne sledi starejšemu oboku. Vendar rebrasto mrežasti obok tu nima več nosilnega značaja, kot je bil značilen za pozno gotiko.
Tretja faza gradnje se je nanašala na južni prizidek. Glede na zidove, ki so vidni v podstrešnem delu, je razvidno, da zidava nove ladje ni več predvidevala višje stavbe, kot je danes, verjetno pa je bila v tem času višina stavbe spremenjena v sedanjo obliko. Južna ladja pa sprva ni bila del kapele in je delovala kot samostojna stavba s skupno steno na severni strani južne ladje. Okna iz prvotne južne ladje cerkve so bila zazidana in uporabljena v južni fasadi nove ladje. Kasneje pa so šli še skozi barokizacijo in to domnevo dokazuje le sredinsko okno. Ni pa jasno, kako je bil urejen vhod v novo južno ladjo. Prvotni vhod z južne strani stare kapele je verjetno deloval kot povezava med obema ladjama, vhod v novo ladjo pa je bil verjetno na južni fasadi na mestu ostankov baročnega vhodnega portala.
Obok nove južne ladje lahko datiramo po dr. Kodoňová in dr. Vallašek do 16. stoletja. Gre za gotski križni obok, ki ga podpira pet parov opornikov s posnetimi robovi z gotsko profilirano bazo. V naslednji fazi gradnje so ladji povezali tako, da so porušili osrednji zid, ki so ga nadomestili nosilni stebri. Rebra iz obokov so izrezali in pustili banjast obok. Ta gradbeni proces dokumentira arhivski zapis A. Filipa: »Pri širjenju slovaške cerkve, predlani, je bila odlomljena ena stran nasproti nemške cerkve in v mestu so zgradili in zazidali novo obzidje, in vrh katere kleti je bil zapečaten in dva stebra stare kleti sta bila zgrajena.«

### Pisarjev bastion
Nastal je že v prvi fazi gradnje utrdbe, iz te faze so prepoznavni zazidani vbodi. V med gradnjo leta 1479 so bili hodniki na stenah neprekinjeni, z obzidjem v zgornjem delu, kar je vidno v podstrešnem delu cerkve. S severozahodnega dela je bil bastijon z ozkim stopniščem povezana z zidom Slovaške cerkve, kar potrjujejo sondažne raziskave. Most je nosila masivna gotska konzola. Stopnice na pohodu so bile verjetno lesene. V III. fazi v 16. stoletju so odprtino med bastijonom in cerkvijo zazidali, kar je ustvarilo nove prostore, osvetljene s kvadratnimi okni. Prekrival jih je valoviti slemenasti obok z nepravilnimi lunetami. Kasnejše predelave niso imele bistvenega arhitekturnega vpliva na to stavbo. Šlo je predvsem za predelave v notranjščini, kot je zazidanje niše za gotsko konzolo, ki je nosila stari most, ki je včasih služila kot kamin, kar je razkrila razkritost počrnjenega ometa in druge predelave. »Izvorno gradivo o tem objektu je še neznano, posamezne gradbene etape in videz stavbe po etapah pa je danes mogoče teoretično rekonstruirati le na podlagi sondažnih raziskav.«